# Budislav Budisavljević
Budislav plemeniti Budisavljević poznatiji kao Bude, (Vrelo Koreničko, 1872. - Zagreb, 24. ožujka 1914.), bio je hrvatski novinar (srpske narodnosti) i saborski zastupnik. Iz ugledne je ličke obitelji Budisavljević.

## Životopis
Najstariji je sin Jovana, koji je bio svećenik i zastupnik u Hrvatsko-slavonskom saboru, a majka mu se zvala Paraskeva, a svi su je zvali Petka. Brat mu je bio Milan Budisavljević. Osnovnu školu je završio u Vrhovinama u Lici, prvi razred gimnazije u Gospiću, a ostale u Srijemskim Karlovcima (1891.). Potom odlazi u Zagreb na Pravni fakultet. Kada je apsolvirao pravo, kraće vrijeme je bio u vojnoj službi, a potom se počeo baviti publicistikom. Priključio se 1897. Ujedinjenoj srpskoj i hrvatskoj omladini, gdje dolazi u dodir sa Svetozarom Pribićevićem i Jovanom Banjaninom. Njih trojica su se 1900. odvojili od hrvatske omladine naprednjačkog smjera i priključili Srpskoj samostalnoj stranci. Krajem 1902. s prijateljima iz stranke preuzeo je uređivanje stranačkog lista Novi Srbobran. Od 1903. do 1906. bio je urednik Novog Srbobrana i Srpskog kola. U razdoblju od 1903. do 1907. neumorno je držao govore u ime Srpske samostalne stranke, boreći se protiv seljačke neprosvjećenosti.
Na izborima koji su 1906. raspisani za Sabor kandidirao se za zastupnika u izbornom kotaru Vrginmost, gdje je jednoglasno pobijedio. Uspjeh ponavlja i u vrijeme Rauchove vlasti na izborima iz 1908. U tom kotaru pobijedio je 1910., 1911. i 1913. i to jednoglasno. Tako je od 1906. pa sve do smrti 1914. neprestano bio zastupnik u Saboru u Zagrebu i u parlamentu u Budimpešti. U Saboru se istakao kao odličan govornik, a mađarski zastupnici zapamtili su njegov govor na Budimpeštanskom saboru 1907. kada je Srpsko-hrvatska koalicija, čiji je bio član, vodila opstrukciju protiv željezničke pragmatike.
U vrijeme tzv. Veleizdajničkog procesa, koji se održavao u Zagrebu, govorio je na Budimpeštanskom saboru 1908. i 1909. u obranu uhićenih Srba, osuđujući službenu politiku u Hrvatskoj i Slavoniji i one koji su proces inscenirali. U Saboru u Zagrebu od 1906. do 1914. branio je politiku srpsko-hrvatske koalicije i cjelokupno Srpstvo od napada frankovaca i njihovih političkih saveznika. Do kraja života radio je kao novinar u Srpskom kolu (1903. bio je među mlađim političarima srpske narodnosti koji su pokrenuli taj list za selo, bio je njegov prvi urednik do 1912., i stalni suradnik), zagrebačkom Srbobranu i novosadskom Braniku. Surađivao je i u listovima Hrvatski narod (1905. – 1907.), Narodni list (1906.), Sloboda (Srijemska Mitrovica 1906., 1907.), Novi list (1907.). Suvremenici su ga ocijenili kao dobra novinara i govornika. Pokopan je na Mirogoju (Odjel GI-grčko-istočni, tj. pravoslavni, Polje 2, Razred 1, Broj 2, Starost 75 godina). Vijest o smrti su na naslovnici objavile zagrebačke Novosti od 26. ožujka 1914.